# Robin Hartshorne
Robin Cope Hartshorne (nacido el 15 de marzo de 1938) es un matemático estadounidense. Autor de diversos libros de texto sobre geometría algebraica, formalizó el concepto conocido como elipse de Hartshorne en 1978.

## Semblanza
Hartshorne es un geómetra algebraico que estudió con Oscar Zariski, David Mumford, Jean-Pierre Serre y Alexander Grothendieck. 
Fue nombrado Miembro de Putnam en otoño de 1958. Recibió su doctorado por la Universidad de Princeton en 1963 y luego se convirtió en miembro junior de la Universidad de Harvard, donde enseñó durante varios años. En la década de 1970 fue nombrado miembro de la facultad de la Universidad de California en Berkeley. En la actualidad está retirado. 
Hartshorne es el autor del texto "Algebraic Geometry" (Geometría Algebraica). 
En 2012 se convirtió en miembro de la American Mathematical Society.

## Publicaciones seleccionadas
- Foundations of Projective Geometry, New York: W. A. Benjamin, 1967;
- Ample Subvarieties of Algebraic Varieties, New York: Springer-Verlag. 1970;
- Algebraic Geometry, New York: Springer-Verlag, 1977;[3] corrected 6th printing, 1993. GTM 52, ISBN 0-387-90244-9
- Families of Curves in P3 and Zeuthen's Problem. Vol. 617. American Mathematical Society, 1997.
- Geometry: Euclid and Beyond, New York: Springer-Verlag, 2000;[4] corrected 2nd printing, 2002;[5] corrected 4th printing, 2005. ISBN 0-387-98650-2
- Local Cohomology: A Seminar Given by A. Grothendieck, Harvard University. Fall, 1961. Vol. 41. Springer, 2006. (lecture notes by R. Hartshorne)
- Deformation Theory, Springer-Verlag, GTM 257, 2010, ISBN 978-1-4419-1595-5[6]